# Maenclochog
Maenclochog est un village et une communauté du Pembrokeshire, au pays de Galles.

## Toponymie
Le nom gallois Maenclochog se compose des éléments maen « pierre » et clochog « carillonnant ». Il est attesté pour la première fois en 1257 sous la forme Maenclochawc.

## Géographie
Maenclochog est situé dans l'est du Pembrokeshire. Le chef-lieu du comté, Haverfordwest, se trouve à une vingtaine de kilomètres au sud-ouest.
La communauté de Maenclochog comprend aussi le village de Rosebush / Rhos-y-bwlch (en) et le hameau de Llanycefn (cy).

## Politique
Le ward (district électoral) de Maenclochog, qui élit un des 60 membres du conseil de comté du Pembrokeshire (en), comprend les communautés de Maenclochog, Clynderwen et Llandissilio West. Lors des élections locales de 2022, le siège est remporté par le candidat indépendant Simon Mark Wright.
Pour les élections à la Chambre des communes, Maenclochog appartient à la circonscription de Ceredigion Preseli depuis les élections générales de 2024.
Pour les élections au Parlement gallois, Maenclochog est rattaché à la circonscription de Preseli Pembrokeshire.

## Démographie
Au recensement de 2011, la communauté de Maenclochog comptait 731 habitants.
| 1801 | 1811 | 1821 | 1831 | 1841 | 1851 | 1881 |
| ---- | ---- | ---- | ---- | ---- | ---- | ---- |
| 220  | 249  | 324  | 427  | 456  | 431  | 480  |

| 1891 | 1901 | 1911 | 1921 | 1931 | 1951 | 1961 |
| ---- | ---- | ---- | ---- | ---- | ---- | ---- |
| 398  | 373  | 367  | 419  | 358  | 389  | 352  |

| 1971 | 1981 | 1991 | 2001 | 2011 | - | - |
| ---- | ---- | ---- | ---- | ---- | - | - |
| 303  | ?    | ?    | ?    | 731  | - | - |

## Culture locale et patrimoine

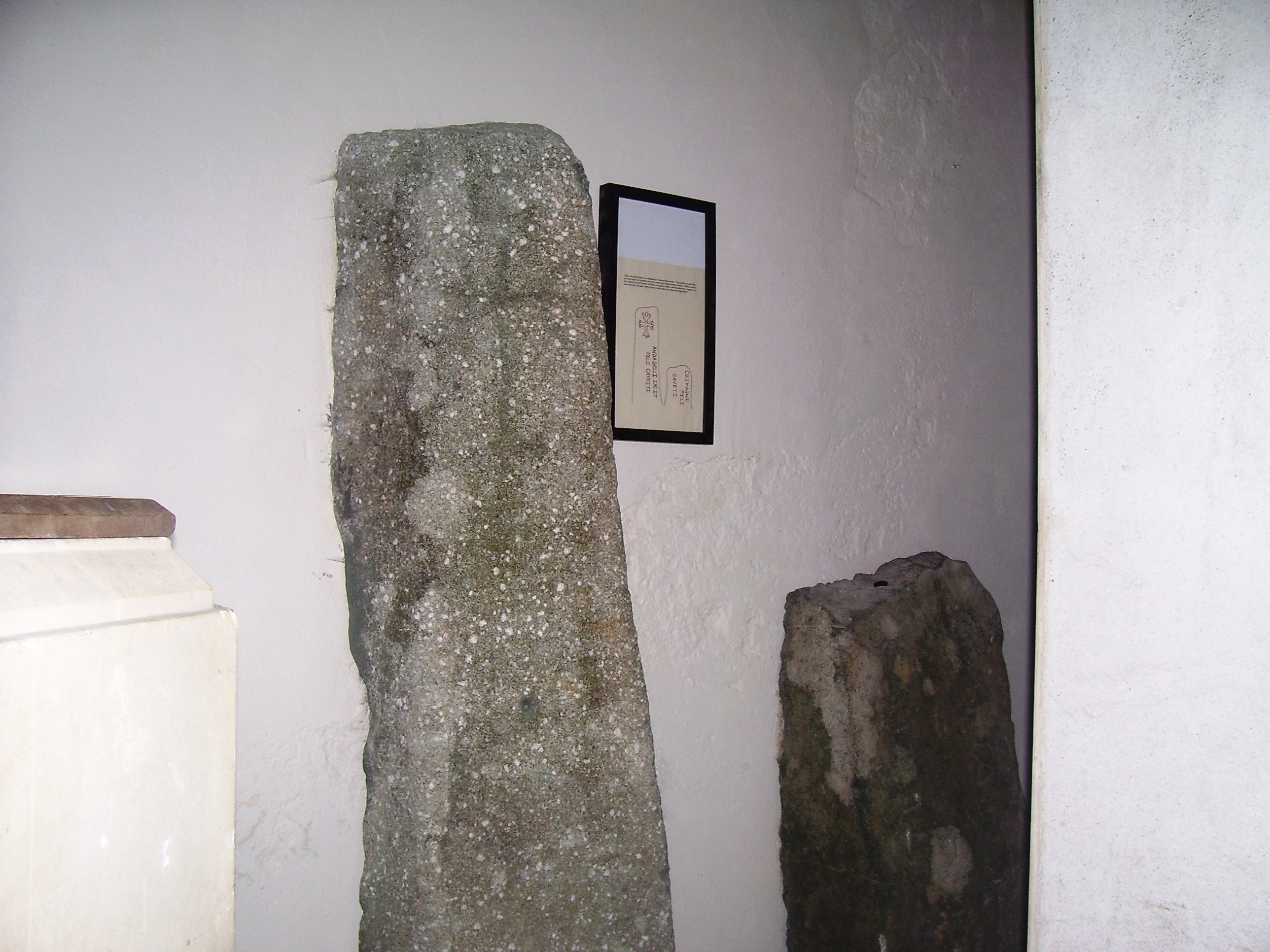
Les pierres gravées dans l'église.

L'église paroissiale de Maenclochog, dédiée à Marie, est d'origine médiévale, mais elle a été entièrement reconstruite en 1880-1881. C'est un monument classé de grade II depuis 1971. Elle abrite notamment deux pierres gravées remontant au Ve ou VIe siècle, originellement situées dans l'église de Llandeilo Lwydiarth, qui mentionnent deux frères nommés Andagellus et Coimagnus. Une autre pierre mentionnant un fils d'Andagellus nommé Curcagnus est conservée à Cenarth, dans le Carmarthenshire voisin.